# Judith Sargentini
Judith Sargentini (ur. 13 marca 1974 w Amsterdamie) – holenderska polityk, posłanka do Parlamentu Europejskiego VII i VIII kadencji.

## Życiorys
Studiowała historię na Uniwersytecie Amsterdamskim. W latach 90. rozpoczęła działalność polityczną, najpierw w ramach młodzieżówki przy Pacyfistycznej Partii Socjalistycznej, następnie w DWARS – organizacji młodych przy Zielonej Lewicy. Pracowała zawodowo w różnych organizacjach pozarządowych, zajmując się sprawami zrównoważonego rozwoju. Od 2002 do 2009 zasiadała w radzie miejskiej Amsterdamu.
W wyborach w 2009 wystartowała do Parlamentu Europejskiego, jako liderka listy wyborczej GroenLinks. Po uzyskaniu mandatu eurodeputowanej VII kadencji przystąpiła do grupy Zielonych i Wolnego Sojuszu Europejskiego, a także do Komisji Wolności Obywatelskich, Sprawiedliwości i Spraw Wewnętrznych. W 2014 z powodzeniem ubiegała się o reelekcję.